# Slither (film 2006)
Slither (noto in Italia anche come Slither - Una fame da paura) è un film del 2006 scritto, diretto e ideato da James Gunn.
Prodotta dalla Universal Pictures si ispira al film cult Dimensione terrore (1986).

## Trama
Una piccola meteora contenente un viscido parassita alieno si schianta nei dintorni della città di Wheelsy. Mentre amoreggia con l'amante Brenda, Grant Grant, il ricco uomo d'affari della città, incappa nell'organismo che gli spara un pungiglione nel petto. Il pungiglione si infiltra nel corpo e poi nel cervello di Grant, così il parassita prende possesso del suo corpo mantenendo però la personalità e memoria di Grant. Con l'alieno che gli comanda il corpo, Grant inizia a tramutarsi in un orribile mostro tentacolare.
Nei giorni seguenti, nessuno sospetta che Grant sia dietro a una macabra serie di uccisioni di animali domestici, tranne la moglie Starla che nota i disgustosi cambiamenti fisici del marito. Grant evita gli appuntamenti medici e le mente per mantenere nel buio i suoi terrificanti segreti. Vista la distanza che Grant rivolge alla compagna, lo sceriffo Bill Pardy (ex-cotta dell'infanzia di Starla) la conforta senza svelarle i suoi veri sentimenti.
Intanto Grant infetta con i suoi due tentacoli dentati Brenda, poi le fa mangiare un'enorme quantità di carne all'interno di un fienile isolato. Pardy organizza un gruppo per individuare e uccidere Grant, ma quest'ultimo li attira in una trappola al fienile dove Brenda (diventata disumanamente obesa) scoppia liberando una miriade di lumache aliene. Questi parassiti striscianti entrano nella bocca della maggior parte dei componenti del gruppo di Pardy, i quali vengono così tramutati in zombie che sputano una saliva corrosiva. Stranamente, i morti viventi vogliono Starla e le parlano come se fossero Grant.
In breve tempo, il resto della cittadina viene infettato dalle lumache aliene, producendo zombie che sono controllati telepaticamente da Grant, che intende infettare tutto il resto del mondo per poi unificarsi in un unico organismo che si espanderà su tutto il globo. L'inconscio del mostro però è manomesso dalla memoria e affetto per Starla di Grant. Pardy, Starla e l'imbranato sindaco MacReady cercano di resistere agli zombie e di eliminare Grant. I cittadini-zombie fermano il loro veicolo e catturano Starla, portandola da Grant.
I sopravvissuti, Pardy e Kylie, una ragazza sfuggita al massacro, osservano gli zombi mentre si uniscono a Grant fondendosi in un unico grande mostro. Starla tranquillizza il mostro chiamandolo "Grant" e assicurandogli che si sarebbe tutto sistemato. Ma quando la ragazza è vicina, infilza il manico della sua spazzola nel collo di Grant, che si infuria sbattendola a terra con un tentacolo. Pardy e Kylie arrivano e provano a uccidere Grant con una granata, ma Grant getta la granata in una piscina e tira un divano su Kylie. Grant manda poi i suoi due tentacoli acuminati a infettare Pardy nello stesso modo in cui ha fatto con Brenda, ma Pardy attacca un tentacolo a una bombola di propano riempiendo Grant con del gas, poi Starla gli spara, facendolo esplodere.
Con la morte di Grant, gli zombie cadono a terra senza vita, mentre Starla e Kylie si recano verso l'ospedale per far curare le ferite di Pardy alle prime luci del giorno. In una scena dopo i titoli di coda, un gatto incappa sul cervello pulsante di Grant che gli spara addosso il parassita.

## Riconoscimenti
- 2007 - Saturn Award
  - Miglior trucco
  - Candidatura per il miglior film horror